# Аполлоза
Аполлоза (итал. Apollosa) — город в Италии, расположен в регионе Кампания, подчинён административному центру Беневенто.
Население составляет 2750 человек, плотность населения составляет 138 чел./км². Занимает площадь 20 км². Почтовый индекс — 82010. Телефонный код — 00824.
Покровительницей коммуны почитается святая Анна, празднование 26 июля.